# Qazaqstan Kubogy 2021
La Qazaqstan Kubogy 2021 è stata la 29ª edizione della Coppa del Kazakistan, iniziata il 22 aprile 2021 e terminata il 28 novembre 2021. Il Qaisar era la squadra campione in carica. Il Qairat ha conquistato il trofeo per la decima volta nella sua storia.

## Fase preliminare
A questa fase hanno partecipato 14 squadre: 7 dalla Birinşi Lïga e 7 dalla Ekinşi Lïga. Due squadre sono state ammesse direttamente al secondo turno. Il sorteggio è stato effettuato il 7 aprile 2021.

### Primo turno
| Squadra 1      | Risultato       | Squadra 2       |
| -------------- | --------------- | --------------- |
| 22 aprile 2021 |                 |                 |
| Ruzaevka       | 1 − 3           | Iassy-Turkistan |
| Igılık         | 2 − 3           | Sdıýsshor Nº8   |
| Ekibastuz      | 3 − 3 (2-4 dtr) | Aqsý            |
| SD Family      | 0 − 9           | Qyran           |
| Jas Qyran      | 0 − 2           | Maqtaaral       |
| Oqjetpes       | 3 − 1           | Jeñis           |

### Secondo turno
| Squadra 1       | Risultato   | Squadra 2          |
| --------------- | ----------- | ------------------ |
| 1º maggio 2021  |             |                    |
| Iassy-Turkistan | 0 − 1       | Akademıya Ońtýstik |
| Sdıýsshor Nº8   | 3 − 0       | Altaı              |
| Aqsý            | 2 − 1       | Qyran              |
| Maqtaaral       | 2 − 1 (dts) | Oqjetpes           |

### Terzo turno
Il sorteggio è stato effettuato il 4 maggio 2021.
| Squadra 1      | Risultato | Squadra 2          |
| -------------- | --------- | ------------------ |
| 22 maggio 2021 |           |                    |
| Sdıýsshor Nº8  | 1 − 0     | Akademıya Ońtýstik |
| Maqtaaral      | 1 − 0     | Aqsý               |

## Fase a gironi

### Sorteggio
Gli accoppiamenti sono stati determinati tramite sorteggio il 25 maggio 2021 nella sede centrale della KFF. Le sedici squadre sono state suddivise in quattro urne in base ai risultati sportivi della stagione 2020.
| Urna 1                                | Urna 2                       | Urna 3                        | Urna 4                                          |
| ------------------------------------- | ---------------------------- | ----------------------------- | ----------------------------------------------- |
| Qairat Tobyl Astana Shahter Qaraǵandy | Ordabasy Jetisý Qaisar Taraz | Qyzyljar Kaspıı Aqtöbe Atyrau | Aqjaıyq Tūran Türkistan Sdıýsshor Nº8 Maqtaaral |

### Gruppo A
| Squadra           | P.ti | G | V | N | P | GF | GS | DR  |
| ----------------- | ---- | - | - | - | - | -- | -- | --- |
| Qyzyljar          | 13   | 6 | 4 | 1 | 1 | 18 | 7  | +11 |
| Shahter Qaraǵandy | 12   | 6 | 4 | 0 | 2 | 18 | 14 | +4  |
| Ordabasy          | 10   | 6 | 3 | 1 | 2 | 14 | 7  | +7  |
| Sdıýsshor Nº8     | 0    | 6 | 0 | 0 | 6 | 5  | 27 | -22 |

|              | Ord   | Qız   | Şax   | Sdy   |
| Ordabası     |       | 0 - 1 | 1 - 0 | 7 - 1 |
| Qızıljar     | 1 - 1 |       | 8 - 1 | 3 - 0 |
| Şaxter Q.    | 3 - 2 | 3 - 2 |       | 7 - 1 |
| Sdyusşor Nº8 | 1 - 3 | 2 - 3 | 0 - 4 |       |

### Gruppo B
| Squadra   | P.ti | G | V | N | P | GF | GS | DR |
| --------- | ---- | - | - | - | - | -- | -- | -- |
| Tobyl     | 12   | 6 | 4 | 0 | 2 | 13 | 11 | +2 |
| Taraz     | 10   | 6 | 3 | 1 | 2 | 8  | 8  | 0  |
| Maqtaaral | 9    | 6 | 2 | 3 | 1 | 13 | 9  | +4 |
| Atyrau    | 2    | 6 | 0 | 2 | 4 | 5  | 11 | -6 |

|           | Atı   | Maq   | Tar   | Tob   |
| Atıraw    |       | 2 - 2 | 1 - 2 | 1 - 3 |
| Maqtaaral | 1 - 1 |       | 1 - 2 | 4 -0  |
| Taraz     | 1 - 0 | 1 - 1 |       | 1 - 3 |
| Tobıl     | 2 - 0 | 3 - 4 | 2 - 1 |       |

### Gruppo C
| Squadra | P.ti | G | V | N | P | GF | GS | DR |
| ------- | ---- | - | - | - | - | -- | -- | -- |
| Astana  | 11   | 6 | 3 | 2 | 1 | 6  | 6  | 0  |
| Qaisar  | 11   | 6 | 3 | 2 | 1 | 6  | 2  | +4 |
| Aqjaıyq | 10   | 6 | 3 | 1 | 2 | 7  | 5  | +2 |
| Aqtöbe  | 1    | 6 | 0 | 1 | 5 | 5  | 11 | -6 |

|         | Aqj   | Aqt   | Ast   | Qaý   |
| Aqjaýıq |       | 2 - 1 | 3 - 0 | 0 - 0 |
| Aqtöbe  | 0 - 2 |       | 1 - 1 | 1 - 2 |
| Astana  | 1 - 0 | 3 - 2 |       | 1 - 0 |
| Qaısar  | 3 - 0 | 1 - 0 | 0 - 0 |       |

### Gruppo D
| Squadra         | P.ti | G | V | N | P | GF | GS | DR |
| --------------- | ---- | - | - | - | - | -- | -- | -- |
| Kaspıı          | 13   | 6 | 4 | 1 | 1 | 10 | 4  | +6 |
| Qairat          | 9    | 6 | 3 | 0 | 3 | 11 | 9  | +2 |
| Jetisý          | 7    | 6 | 2 | 1 | 3 | 3  | 5  | -2 |
| Tūran Türkistan | 6    | 6 | 2 | 0 | 4 | 5  | 11 | -6 |

|                 | Jet   | Kas   | Qaý   | Tur   |
| Jetisw          |       | 0 - 0 | 0 - 1 | 1 - 0 |
| Kaspïý          | 1 - 0 |       | 2 - 4 | 4 - 0 |
| Qaýrat          | 3 - 0 | 0 - 2 |       | 0 - 1 |
| Turan Turkistan | 0 - 2 | 0 - 1 | 4 - 3 |       |

## Fase finale

### Quarti di finale
| Squadra 1                      | Totale | Squadra 2         | Andata | Ritorno     |
| ------------------------------ | ------ | ----------------- | ------ | ----------- |
| 21 agosto / 22 settembre 2021  |        |                   |        |             |
| Qyzyljar                       | 0 – 2  | Tobyl             | 0 – 1  | 0 – 1       |
| Astana                         | 4 – 3  | Kaspıı            | 3 – 3  | 1 – 0 (dts) |
| 22 settembre / 27 ottobre 2021 |        |                   |        |             |
| Taraz                          | 1 – 3  | Shahter Qaraǵandy | 0 – 0  | 1 – 3       |
| Qairat                         | 5 – 0  | Qaisar            | 3 – 0  | 2 – 0       |

### Semifinali
Il sorteggio è stato effettuato il 28 settembre 2021.
| Squadra 1                     | Totale | Squadra 2 | Andata | Ritorno |
| ----------------------------- | ------ | --------- | ------ | ------- |
| 6 novembre / 21 novembre 2021 |        |           |        |         |
| Shahter Qaraǵandy             | 7 – 2  | Tobyl     | 5 – 2  | 2 – 0   |
| 7 novembre / 20 novembre 2021 |        |           |        |         |
| Astana                        | 0 – 6  | Qairat    | 0 – 3  | 0 – 3   |

### Finale
| Arbitro: | Chesnokov (Öskemen) |

|                                                                                            |                      |                                                                                |
| V. Love 6’, 40’ Shýshenachev 110’                                                          | Marcatori            | 48’ Gabışev 75’ Tošev 97’ (rig.) Táttibaev                                     |
| Ábiken Alykulov Alves Góralski Älip Shýshenachev Vorogovskıı Bagnack Paljakoŭ Hovhannisyan | Tiri di rigore 9 – 8 | Graf Mawutor Qıbıraý Umaev Táttibaev Lamanje Najaryan Chozin Şackïý Nazımxanov |